# Ikema-jima
Ikema-jima (池間島, Ikema-jima) est une île des îles Miyako, en mer de Chine orientale. Elle fait partie de l'archipel Sakishima, lui-même inclus dans l'archipel Ryūkyū. L'île dépend administrativement de la préfecture d'Okinawa, au Japon.

## Géographie
D'une superficie de 2,8 km2, Ikema-jima accueillait une population de 801 habitants en 2002.
Elle est reliée à l'île de Miyako-jima par un pont de 1 592 mètres.
Elle est administrée, avec les îles Miyako-jima, Ōgami-jima, Kurima-jima, Irabu-jima et Shimoji-shima, par la ville de Miyakojima.